# Kobresia graminifolia
Kobresia graminifolia är en halvgräsart som beskrevs av Charles Baron Clarke. Kobresia graminifolia ingår i släktet sävstarrar, och familjen halvgräs. Inga underarter finns listade i Catalogue of Life.